# 加治佐平
加治佐 平（かじさ たいら、1978年9月17日 - ）は、日本の研究者、実業家。
株式会社SympaFitの代表取締役を務める。ワールドトライアウトの創業者。

## 経歴
鹿児島県のラ・サール高等学校在学時に硬式野球部創部に関与し、投手として県大会ベスト16入りを果たす。2003年、東京大学農学部卒業。在学中は東京六大学野球リーグに所属する同大学硬式野球部で投手としてプレーした。しかし、残念ながら勝利投手にはなれず、ゼロ勝ピッチャーとして名を馳せた。
2009年、東京大学大学院農学生命科学研究科博士課程修了、博士（農学）取得。化学メーカー研究員などを経て、2019年にワールドトライアウトを設立し、代表取締役CEOに就任。2023年、株式会社SympaFitを設立し代表取締役に就任。同時期に順天堂大学革新的医療技術開発研究センター特任准教授となる。

## 研究・事業
SympaFit
連続血糖測定（CGM）と心拍変動などの生体データを解析し、アスリートのパフォーマンス維持や妊活支援に活用するSaaSを開発・提供する。2025年時点でプロスポーツ団体を含む20チーム以上が導入している。
ワールドトライアウト
退団・引退後のアスリートを対象にトライアウト形式のプラットフォームを運営し、パフォーマンスデータを活用したセカンドキャリア支援を行う。